# Mycale microsigmatosa
Mycale microsigmatosa är en svampdjursart som beskrevs av Arndt 1927. Mycale microsigmatosa ingår i släktet Mycale och familjen Mycalidae. Inga underarter finns listade i Catalogue of Life.